# Spance
Spance (izvirno srbsko Спанце) je naselje v Srbiji, ki upravno spada pod Občino Kuršumlija; slednja pa je del Topliškega upravnega okraja.

## Demografija
V naselju, katerega izvirno (srbsko-cirilično) ime je Спанце, živi 208 polnoletnih prebivalcev, pri čemer je njihova povprečna starost 55,1 let (53,2 pri moških in 57,2 pri ženskah). Naselje ima 99 gospodinjstev, pri čemer je povprečno število članov na gospodinjstvo 2,24.
To naselje je, glede na rezultate popisa iz leta 2002, večinoma srbsko, a v času zadnjih treh popisov je opazno zmanjšanje števila prebivalcev.
|  |

| Demografija | Demografija     | Demografija     |
| Leto        | Št. prebivalcev | Št. prebivalcev |
| ----------- | --------------- | --------------- |
|             |                 |                 |
|             |                 |                 |
|             |                 |                 |
|             |                 |                 |
| 1948        | 1054            |                 |
| 1953        | 1062            |                 |
| 1961        | 924             |                 |
| 1971        | 664             |                 |
| 1981        | 395             |                 |
| 1991        | 258             | 255             |
| 2002        | 224             | 222             |
|             |                 |                 |

| Etnična sestava po popisu iz leta 2002 | Etnična sestava po popisu iz leta 2002 | Etnična sestava po popisu iz leta 2002 | Etnična sestava po popisu iz leta 2002 | Etnična sestava po popisu iz leta 2002 |
| -------------------------------------- | -------------------------------------- | -------------------------------------- | -------------------------------------- | -------------------------------------- |
| Srbi                                   | Srbi                                   |                                        | 217                                    | 97,74%                                 |
| Neznano                                | Neznano                                |                                        | 5                                      | 2,25%                                  |